# Kelvin Upshaw
Kelvin Parnell Upshaw (Chicago, Illinois, 24 de enero de 1963) es un exjugador y exentrenador de baloncesto estadounidense que disputó tres temporadas en la NBA, transcurriendo el resto de su carrera en ligas menores de su país, en Argentina, Polonia e Italia. Con 1,88 metros de estatura, jugaba en la posición de escolta.

## Trayectoria deportiva

### Universidad
Tras pasar un año en el NE Oklahoma A&M Junior College, jugó tres temporadas con los Utes de la Universidad de Utah, en las que promedió 14,6 puntos, 3,8 asistencias y 3,0 rebotes por partido. Fue incluido en segundo mejor quinteto de la Western Athletic Conference en 1985, liderando la conferencia en las otras dos temporadas en el apartado de tiros libres.

### Profesional
Tras no ser elegido en el Draft de la NBA de 1986, jugó en diferentes ligas menores de su país, hasta que en enero de 1989 fichó por 10 días por los Miami Heat, siendo renovado otros diez días más. Jugó un total de 9 partidos, en los que promedió 6,3 puntos y 2,2 asistencias.
Un mes después, fichó por Boston Celtics, quienes acabaron por renovarle hasta el final de la temporada 1988-89. Disputó 23 partidos como suplente de Brian Shaw, en los que promedió 7,0 puntos y 4,2 asistencias.
Comenzó la temporada siguiente con los Celtics, pero tras 11 partidos ue despedido, fichando poco después por los Dallas Mavericks. En el equipo texano jugó únicamente 3 partidos, tras los cuales fichó por el Victoria Libertas Pesaro italiano, pero tras cuatro partidos, en los que promedió 15,5 puntos y 3,8 rebotes, fue reclamado por los Golden State Warriors, con los que acabó la temporada promediando 5,6 puntos y 1,3 rebotes por partido.
Al año siguiente regresó a los Mavericks, con los que firmó por una temporada, Jugando como suplente de Rolando Blackman promedió 5,6 puntos y 1,8 asistencias por partido.
Tras dejar la NBA, regresó a las ligas menores de su país, jugando además en el Club Gimnasia Indalo argentino, y acabando su carrera en el Spójnia Stargard Szczeciński polaco.

## Estadísticas de su carrera en la NBA

### Temporada regular
| Temporada | Edad | Equipo                | Liga | Pos. | P   | TIT | MIN  | TC  | TCA | %TC  | 3P  | 3PA | %3P  | 2P  | 2PA | %2P  | TL  | TLA | %TL  | R.OF. | R.DEF. | REB | ASIS | ROB | TAP | PER | FP  | PTS |
| 1988-89   | 26   | TOTAL                 | NBA  | SG   | 32  | 0   | 19.3 | 3.1 | 6.6 | .467 | 0.1 | 0.5 | .200 | 3.0 | 6.2 | .487 | 0.6 | 0.8 | .692 | 0.3   | 1.2    | 1.5 | 3.7  | 0.8 | 0.1 | 1.7 | 2.5 | 6.8 |
| 1988-89   | 26   | Miami Heat            | NBA  | SG   | 9   | 0   | 16.0 | 2.9 | 7.0 | .413 | 0.1 | 0.6 | .200 | 2.8 | 6.4 | .431 | 0.4 | 0.7 | .667 | 0.4   | 1.0    | 1.4 | 2.2  | 0.8 | 0.0 | 1.4 | 2.0 | 6.3 |
| 1988-89   | 26   | Boston Celtics        | NBA  | SG   | 23  | 0   | 20.6 | 3.2 | 6.5 | .490 | 0.1 | 0.4 | .200 | 3.1 | 6.0 | .511 | 0.6 | 0.9 | .700 | 0.3   | 1.3    | 1.6 | 4.2  | 0.8 | 0.1 | 1.8 | 2.7 | 7.0 |
| 1989-90   | 27   | TOTAL                 | NBA  | SG   | 40  | 0   | 9.7  | 1.6 | 3.7 | .438 | 0.1 | 0.4 | .267 | 1.5 | 3.3 | .458 | 0.7 | 0.9 | .757 | 0.2   | 0.8    | 1.0 | 1.4  | 0.7 | 0.0 | 0.7 | 1.3 | 4.0 |
| 1989-90   | 27   | Boston Celtics        | NBA  | SG   | 14  | 0   | 9.4  | 0.9 | 2.8 | .308 | 0.1 | 0.4 | .400 | 0.7 | 2.4 | .294 | 0.3 | 0.4 | .667 | 0.2   | 0.7    | 0.9 | 2.0  | 0.1 | 0.1 | 0.9 | 1.4 | 2.1 |
| 1989-90   | 27   | Dallas Mavericks      | NBA  | SG   | 3   | 0   | 1.3  | 0.3 | 1.0 | .333 | 0.0 | 0.3 | .000 | 0.3 | 0.7 | .500 | 0.0 | 0.0 |      | 0.0   | 0.0    | 0.0 | 0.0  | 0.0 | 0.0 | 0.0 | 0.0 | 0.7 |
| 1989-90   | 27   | Golden State Warriors | NBA  | SG   | 23  | 0   | 11.0 | 2.2 | 4.5 | .490 | 0.1 | 0.4 | .222 | 2.1 | 4.1 | .516 | 1.0 | 1.3 | .774 | 0.3   | 1.0    | 1.2 | 1.1  | 1.1 | 0.0 | 0.7 | 1.5 | 5.6 |
| 1990-91   | 28   | Dallas Mavericks      | NBA  | SG   | 48  | 1   | 10.7 | 2.2 | 4.8 | .450 | 0.1 | 0.6 | .241 | 2.0 | 4.2 | .480 | 1.1 | 1.3 | .859 | 0.4   | 0.7    | 1.1 | 1.8  | 0.6 | 0.1 | 0.8 | 1.6 | 5.6 |
| Total     |      |                       | NBA  |      | 120 | 1   | 12.7 | 2.2 | 4.9 | .453 | 0.1 | 0.5 | .237 | 2.1 | 4.4 | .477 | 0.8 | 1.1 | .795 | 0.3   | 0.9    | 1.2 | 2.1  | 0.7 | 0.1 | 1.0 | 1.8 | 5.4 |

### Playoffs
| Temporada | Edad | Equipo         | Liga | Pos. | P | TIT | MIN | TC  | TCA | %TC  | 3P  | 3PA | %3P | 2P  | 2PA | %2P  | TL  | TLA | %TL | R.OF. | R.DEF. | REB | ASIS | ROB | TAP | PER | FP  | PTS |
| 1988-89   | 26   | Boston Celtics | NBA  | SG   | 3 | 0   | 8.0 | 1.7 | 4.0 | .417 | 0.0 | 0.0 |     | 1.7 | 4.0 | .417 | 0.0 | 0.0 |     | 0.0   | 0.7    | 0.7 | 1.7  | 0.3 | 0.0 | 0.3 | 1.3 | 3.3 |
| Total     |      |                | NBA  |      | 3 | 0   | 8.0 | 1.7 | 4.0 | .417 | 0.0 | 0.0 |     | 1.7 | 4.0 | .417 | 0.0 | 0.0 |     | 0.0   | 0.7    | 0.7 | 1.7  | 0.3 | 0.0 | 0.3 | 1.3 | 3.3 |